# 以色列性交易產業
賣淫，在以色列是合法的，但禁止以妓院和拉皮條的形式組織賣淫。但是，2018年12月31日在以色列議會通過法案將使妓女的“客戶”在2020年5月生效時成為刑事犯罪。該立法使以色列成為採用“北歐模式”的第十個國家。社會事務和社會服務部估計該國有14,000名妓女(多數來自東歐)。
以色列的主要賣淫中心是特拉維夫。據估計，該國62％的妓院和48％的按摩院位於特拉維夫。2017年，舊公交車站區域的傳統紅燈區遭到了一系列襲擊和封鎖，該地區也受到高檔化的影響。

## 歷史
自聖經時代起，以色列就存在賣淫，而且男女都實行過賣淫。人們不被建議成為妓女或將女兒放在交易中，因為它被視為“可恥的職業”。在野史中耶穌的妻子抹大拉的馬利亞就被其他的門徒抹黑為妓女。
在19世紀早期，東歐的猶太婦女因經濟崩潰而被迫賣淫或從事性交易，因為這是唯一可行的謀生手段。第一次世界大戰期間，在特拉維夫，海法，拉姆拉和其他大多數城市都建立了賣淫活動。妓院由猶太人和阿拉伯人共同擁有。英國士兵在20世紀30年代和40年代增加了對賣淫的需求。特拉維夫被認為是中東性交易的中心。
1949年，根據“賣淫和憎惡法”，賣淫在以色列合法化，但直到1954年同性賣淫才合法化。然而，1962年，禁止室內賣淫並受1966年以色列刑法的控制(不是街頭賣淫)。然而，室內賣淫活動繼續蓬勃發展。直到20世紀70年代，它才被認為是一個主要問題，賣淫政策被描述為“良性忽視”。1975年的一項調查建議合法化，但這沒有得到實施。
在20世紀90年代，與其他國家一樣，販賣婦女成為以色列婦女運動中的一個政治問題，她們參與政治遊說以進行立法行動 2003年，以色列通過了一項法律，允許國家沒收販運婦女者的利潤，但監督組織聲稱它很少被強制執行。
2007年，對廣告禁令進行了辯論。2009年12月，一項禁止購買性行為的法案被引入以色列議會。2012年2月，另一項法案草案獲得內閣批准。2017年，“禁止賣淫服務和社區治療法案的刑事禁令”被引入以色列議會。該擬議法律將購買性行為定為犯罪，並規定“客戶”支付妓女賠償金。由司法部長艾美·帕莫爾（Emmy Palmor）領導的政府委員會成立，旨在找到將“嫖客”定為刑事犯罪的最佳模式。在2018年1月，他們報告說他們沒有就某種方法達成一致意見，但最終建議“如果使用妓女被視為刑事犯罪，他們贊成按比例定罪”。該法案的當前版本將使因賣淫而被捕的人因賣淫服務支付最高1,500新謝克爾的罰款，如果罪行在三年內重犯，則將扣除3,000新謝克爾。如果他們願意，被告將被允許對罰款提出異議並進入審判，但如果被定罪，罰款將增加至75,300新謝克爾。
2018年12月31日，提議的法案獲得通過，將“性客戶”而不是妓女定為刑事犯罪。 它為違法者課以了2000新謝克爾的罰款，在三年內重犯增加到4,000新謝克爾。針對性購買者的可能刑事案件最高可被罰款75,300新謝克爾。另外提供90,000新謝克爾，以幫助賣淫者轉換職業。它將在通過18個月後生效 。
儘管存在刑法，但使用妓女的服務在以色列具有廣泛的合法性，社會規範習慣區分賣淫和人口販賣。

## 經濟
以色列的性交易每年產生高達5億美元的收入。

## 移民
以色列是一個移民國家，包括大量俄羅斯人，烏克蘭人和中亞人(和生活在中亞的猶太人)。移民婦女包括妓女，而其他人由於新土地上的經濟困難而轉向賣淫。 自20世紀90年代的大規模移民以來，以色列的賣淫一直由來自前蘇聯的移民主導。2005年發表的一項研究發現，1000名俄羅斯，烏克蘭和中亞妓女在以色列工作，大部分在特拉維夫和耶路撒冷。 從1991年到1994年，俄羅斯，烏克蘭和中亞移民經營的“按摩院”數量從14個上升到111個。

## 政策
以色列各種團體都主張將賣淫合法化，或將買家定為刑事犯罪。保守的宗教政黨一直以不道德為由反對進行合法化。
該國的婦女領導人還通過“北歐模式”努力減少該國的賣淫和性販賣，該模式不會成為賣方的犧牲品，也不會禁止賣淫。 他們的法案將於2018年年底前到達以色列的立法部長級委員會。

## 性販運
根據以色列議會調查委員會2005年3月公佈的調查結果，在過去四年中，有3,000至5,000名婦女被偷運到以色列並賣淫。大多數妓女來自烏克蘭，摩爾多瓦，烏茲別克斯坦，中國和俄羅斯，許多人通過埃及走私到以色列。
2007年，以色列議會婦女地位委員會的一份報告報告說，近年來，被販運婦女的人數已降至不足1,000人，但仍有報導說，被迫販運的婦女和其他人是通過更隱蔽的方式。2007年，美國國務院在其年度“販運人口”報告中將以色列列為“第2級”，這意味著它不完全符合消除販運的標準，但正在做出重大努力。2011年，該國升級為“一級”。
自2010年以來，以色列沒有報告任何人口販運案件，只有少數婦女被帶到該國成為妓女。一個自稱為“人口販運問題特遣部隊”的組織聲稱，以色列的人每月訪問妓院總共一百萬次。

## 伸延閱讀
Berg, Raffi (2007-11-06). "Israel's fight against sex trafficking". Jerusalem: BBC News. Retrieved 2008-01-14.
Selling Their Bodies and Their Souls - Haaretz - Israel News Haaretz.com". Haaretz. 2007-07-12. Retrieved 2016-04-04.